# Rolf Aldag

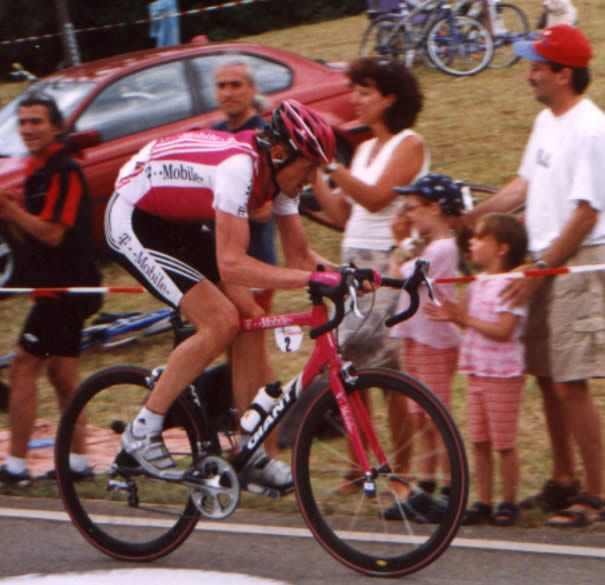
Aldag bei der Deutschen Straßen-Meisterschaft 2004

Rolf Aldag (* 25. August 1968 in Beckum) ist ein deutscher Sportmanager und ehemaliger Radrennfahrer.

## Sportlicher Werdegang
Rolf Aldag war ein vielseitiger und tempoharter Fahrer, der als guter Mannschaftshelfer mit großem taktischen Gespür geschätzt wurde. 1989 gewann er die Brügelmann-Champion-Wertung, eine Jahreswertung für Amateure des Bundes Deutscher Radfahrer (BDR). Auch auf der Bahn war er erfolgreich, so gewann er u. a. acht Mal die Sechstagerennen in Dortmund, zwei Mal in Berlin. Sein Debüt gab er dabei 1990 in Dortmund mit Pierangelo Bincoletto als Partner.
Nach Erfolgen als Amateur u. a. mit dem Straßen-Vierer bei den UCI-Straßen-Weltmeisterschaften 1989 als Dritter und 1990 sowie dem nationalen Titel im Einzelzeitfahren 1990 wechselte er 1991 von seiner Vereins-Mannschaft RC Olympia Dortmund ins Profilager zum Schweizer Radsportteam Helvetia-La Suisse. 1991 siegte er in der Schynberg-Rundfahrt.

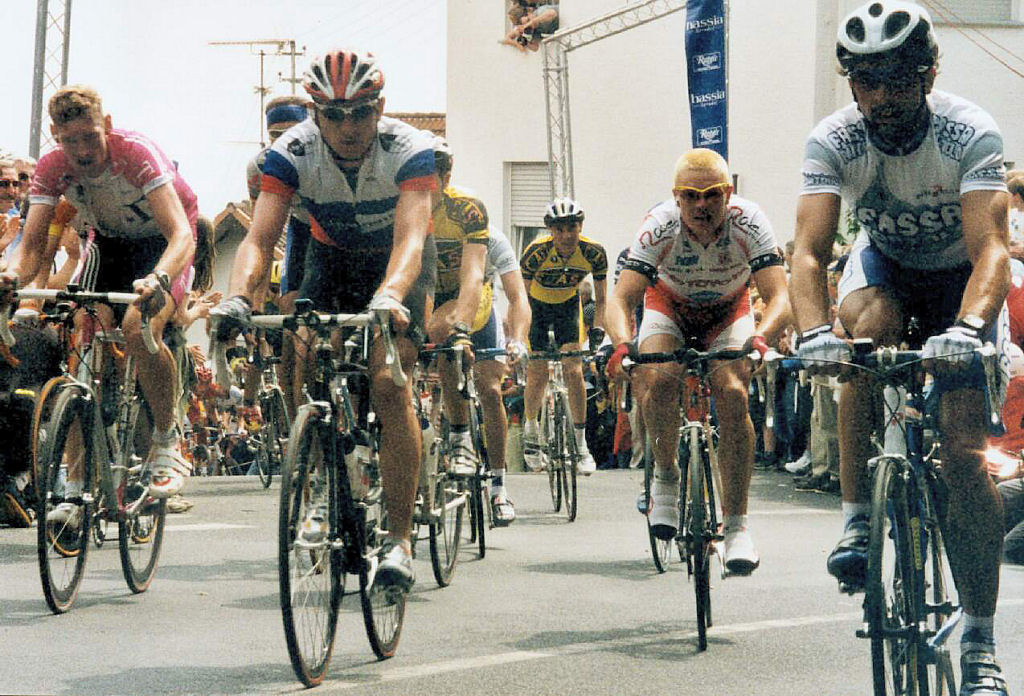
Beim „Rund um den Henninger-Turm-Rennen“ (2000)

Im Jahr 1993 wechselte er zum Team Telekom. Für diese Mannschaft bestritt er alle Grand Tours. Alleine an der Tour de France nahm er zehnmal teil, sechsmal startete er bei der Vuelta a España, einmal beim Giro d’Italia. Insbesondere gehörte er zum Aufgebot des Teams für die Tour de France 1996 um den Gesamtsieger Bjarne Riis und für die Tour de France 1997 um Gesamtsieger Jan Ullrich, welches auch die Mannschaftswertung gewann. Beteiligt war Aldag auch an den Grünen Trikots 1996, 1997 und 1998 von Erik Zabel, mit dem ihn eine Freundschaft verbindet.
Bei der Tour de France 2003 musste er sich auf der schweren siebten Etappe von Lyon nach Morzine nur Richard Virenque geschlagen geben. Als Zweiter der Bergwertung durfte er die folgende berühmte Etappe nach L’Alpe d’Huez im Gepunkteten Trikot fahren, da der in dieser Wertung führende Virenque schon das Gelbe Trikot des Gesamtführenden trug.
Ein besonders Verhältnis verband ihn mit dem Klassiker Paris–Roubaix, ein Rennen, das er keineswegs liebte, denn: „Wer behauptet, dass er es liebt, erzählt Schwachsinn“, urteilt Rolf Aldag über Paris-Roubaix, denn: „Eigentlich ist das Schwachsinn und kein Radrennen, sondern modernes Gladiatorentum.“ In den Jahren 1995, 1997 und 2003 belegte er bei Paris-Roubaix jeweils den neunten Platz. Seine beste Klassikerplatzierung gelang ihm bei der Flandern-Rundfahrt 2004 als Siebter.
Zu Aldags bedeutendsten Erfolgen gehören die Deutsche Straßenmeisterschaft 2000, die Gesamtwertungsiege beim Hofbräu Cup 1994 und der Bayern-Rundfahrt 1999 sowie die Etappensiege bei der Tour de Romandie 1993, der Tour de Suisse 1997 und der Deutschland Tour 1999 sowie 2001. Bei der Deutschland-Tour 2001 wurde er außerdem Gesamtwertungsdritter.
Sein letztes internationales Straßenrennen fuhr er im Oktober 2005 bei der Lombardei-Rundfahrt. Im darauffolgenden Winter bestritt er in Berlin sein letztes Sechstagerennen.
Wenige Monate nach seinem Karriereende als Radprofi lief Rolf Aldag beim Hamburg-Marathon im April 2006 eine Zeit von 2:42:54 h über die Marathondistanz von 42,195 Kilometern.
Der Plan, den Marathon zu laufen, ergab sich aus einer Wette heraus mit seinem Freund und Betreuer Wolfgang Berrens.
Beim Ironman Lanzarote erreichte Aldag am 20. Mai 2006 eine Zeit von 10:22:14 h. Auf der schwersten Radstrecke aller Ironmanveranstaltungen (180 km, 2500 Höhenmeter mit oft starken Winden) waren unter anderem der Profitriathlet und ehemaliger Inhaber des Streckenrekordes Thomas Hellriegel und ehemaliger Radprofi und Teamkollege Kai Hundertmarck unter seinen Konkurrenten. Aldag qualifizierte sich mit seiner Zeit für den Ironman Hawaii 2006, wo er jedoch nicht antrat, da er aus beruflichen Gründen zu wenig trainiert hatte.
Aldag bestritt am 29. April 2006 ein von seinem Heimatverein ausgerichtetes Abschiedsrennen, an dem zahlreiche bekannte Fahrer wie Erik Zabel und Jens Voigt teilnahmen. Die Streckenführung des Rundstreckenrennens war die gleiche wie bei Aldags erstem Rennen, wo er als 12-Jähriger Rang sechs belegte und im Folgejahr siegte.

### Doping
→ Hauptartikel: Dopingaffäre Team Telekom
Nach Abschluss seiner sportlichen Karriere, er war dort bereits als Sportdirektor des Teams T-Mobile tätig, gab Rolf Aldag am 24. Mai 2007 in einem gemeinsamen Pressekonferenz mit Erik Zabel das regelmäßige Doping während seiner sportlichen Karriere zu. Das Eingeständnis folgte einer Reihe von Dopinggeständnissen Bert Dietz, Christian Henn, Brian Holm und Udo Bölts, die durch die Enthüllungen des Pflegers Jef D'Hont in seinem im April 2007 erschienenen Buch „Memoires van een wieler-verzorger“ („Erinnerungen eines Radfahrer-Pflegers“) und das sich an die Buchveröffentlichung anschließende große Medienecho ausgelöst wurden.
Er gestand ein, "im Vorfeld der Tour de France 1995" mit EPO-Doping begonnen zu haben und entschuldigte sich, die Öffentlichkeit jahrelang angelogen zu haben: "Das war sicher das Schwerste überhaupt, was ich je getan habe, und sicherlich genauso falsch wie Doping".
Teammanager Bob Stapleton kündigte an, dass Aldag weiter als Sportlicher Leiter arbeiten dürfe.

## Sportmanager
Nach seiner Sportkarriere war Aldag zunächst im Kommunikationsmanagement von T-Mobile tätig, bevor er ab dem 1. November 2006 neuer Sportdirektor des Teams T-Mobile wurde. Gemeinsam mit Teammanager Bob Stapleton löste er das bisherige Teammanagement um Olaf Ludwig und Mario Kummer ab, nachdem der Sponsor T-Mobile im Zusammenhang mit dem Dopingskandal Fuentes das Vertrauen in die bisherige sportliche Leitung verlor. Das Team, welches nach dem Rückzug des Sponsors im Jahr 2007 in Team High Road umbenannt wurde, sollte nach Aldags Aussagen aktive Dopingvermeidung mit Erfolgen verbinden und war bis zur Auflösung nach Ablauf der Saison 2011 eines der erfolgreichsten im internationalen Straßenradsport, insbesondere durch zahlreiche Etappensiege von Mark Cavendish.
Am 3. Oktober 2011 wurde bekannt, dass Aldag die Position als Managing Director Germany des World Triathlon Corporation übernahm. In Aldags Zuständigkeit fiel das prestigeträchtige Event Ironman Germany in Frankfurt am Main. Ende des Jahres 2012 beendete Aldag seine Tätigkeit als Manager der World Triathlon Corporation aus privaten Gründen.
Aldag wechselte zur Saison 2013 zurück in den Radsport als Sport- und Entwicklungsmanager beim Team Omega Pharma-Quickstep, zu dem auch Cavendish wechselte. Im Oktober 2015 gab das Team (inzwischen Etixx-Quick Step genannt) die einvernehmliche Trennung von Aldag bekannt, der zum Team Dimension Data wechselte.
In dieses Team wechselte auch Cavendish.
Zur Saison 2020 verließ Aldag das Team Dimension Data ebenso wie Cavendish. Er wechselte als neuer Sportlicher Leiter zum deutschen UCI Women’s WorldTeam Canyon SRAM Racing. Zur Saison 2021 wurde er Sportlicher Leiter bei Bahrain Victorious und wechselte 2022 zu Bora-hansgrohe, das seit 2024 als Red Bull-Bora-hansgrohe firmiert. Ende Juli 2025 trennte sich das Team nach der Tour de France 2025 von Aldag. Kritisiert wurde, dass dem Team Bergfahrer fehlten, die Florian Lipowitz und Primoz Roglic hätten unterstützen können. Auch gab es die ganze Tour teilweise fragwürdige Entscheidungen der Leitung bei der Renntaktik. So kam es zu, mit Aldag abgesprochenen, Attacken von Roglic in den Alpen. Diese Attacken brachten nichts ein und führten dazu, dass Lipowitz weitestgehend isoliert war und ohne Hilfe fahren musste.

## Sonstiges
- Zusammen mit seinen Teamkollegen erhielt er im Jahr des Toursiegs von Jan Ullrich 1997 den Medienpreis Bambi und wurde mit dem Silbernen Lorbeerblatt geehrt.
- Bei der Tour de France 2003 entstand der Dokumentarfilm Höllentour, in dem Regisseur Pepe Danquart Aldag und Erik Zabel während der Rundfahrt begleitet.[3]
- Während der Tour de France 2005 und 2006 war er als Co-Kommentator und Experte für das ZDF[10] sowie 2020 für Eurosport tätig.[20]
- Der dreifache Vater lebt mit seiner Familie auf einem Bauernhof in Westfalen.[10]